# 富翅门公铁大桥
富翅门公铁大桥是浙江省舟山市建设中的一座跨海大桥，位于定海区，富翅门水道上方，富翅岛和舟山本岛之间，定岱高速公路富翅门大桥北500米处。桥梁为斜拉桥，全长1725.76米，主跨388米:73。富翅门公铁大桥为公铁两用桥，载有甬舟铁路和甬舟复线高速公路，于2024年3月16日开工建设。